# کاخ فینکنشتاین

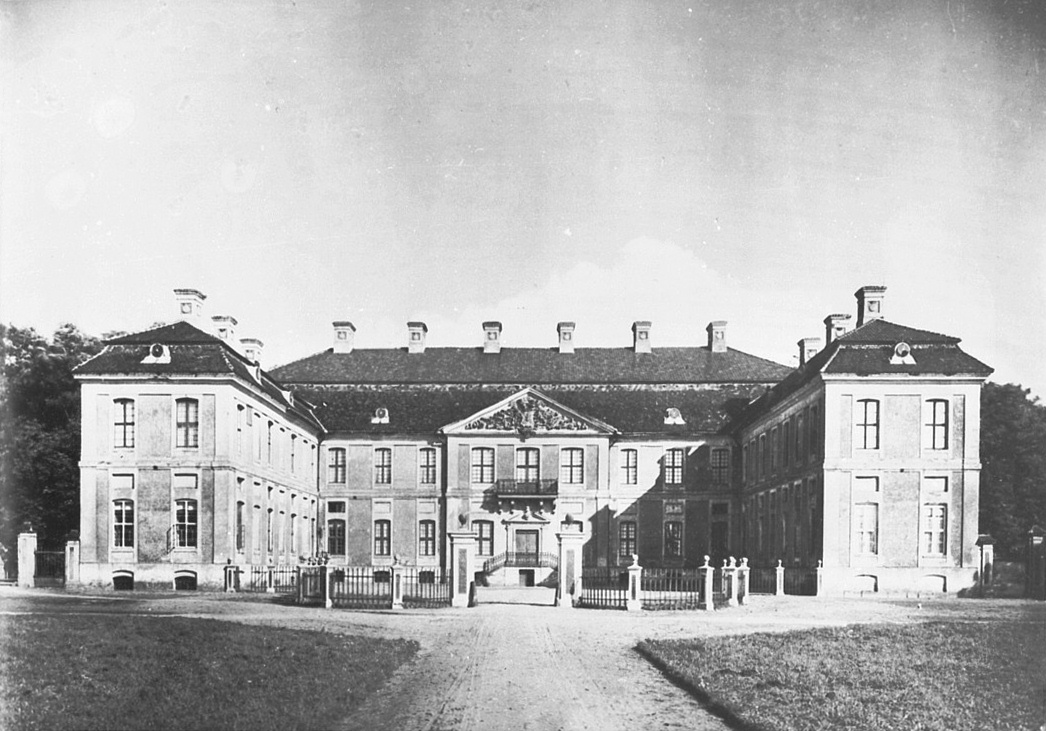
نگاره‌ای از کاخ در سال ۱۹۳۱

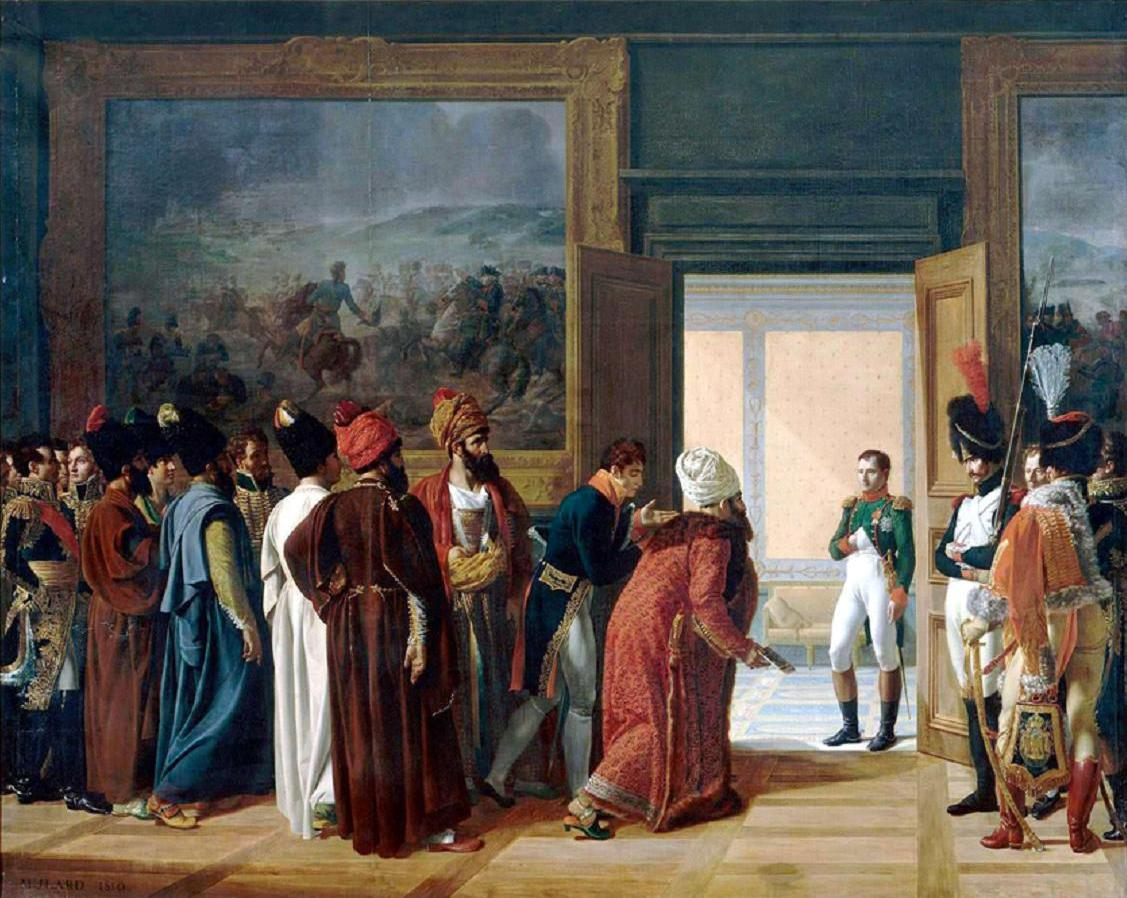
میرزا محمدرضا قزوینی، نمایندهٔ ایران در حضور ناپلئون بناپارت برای مذاکره پیرامون عهدنامه فینکنشتاین به تاریخ ۲۷ آوریل ۱۸۰۷ میلادی.

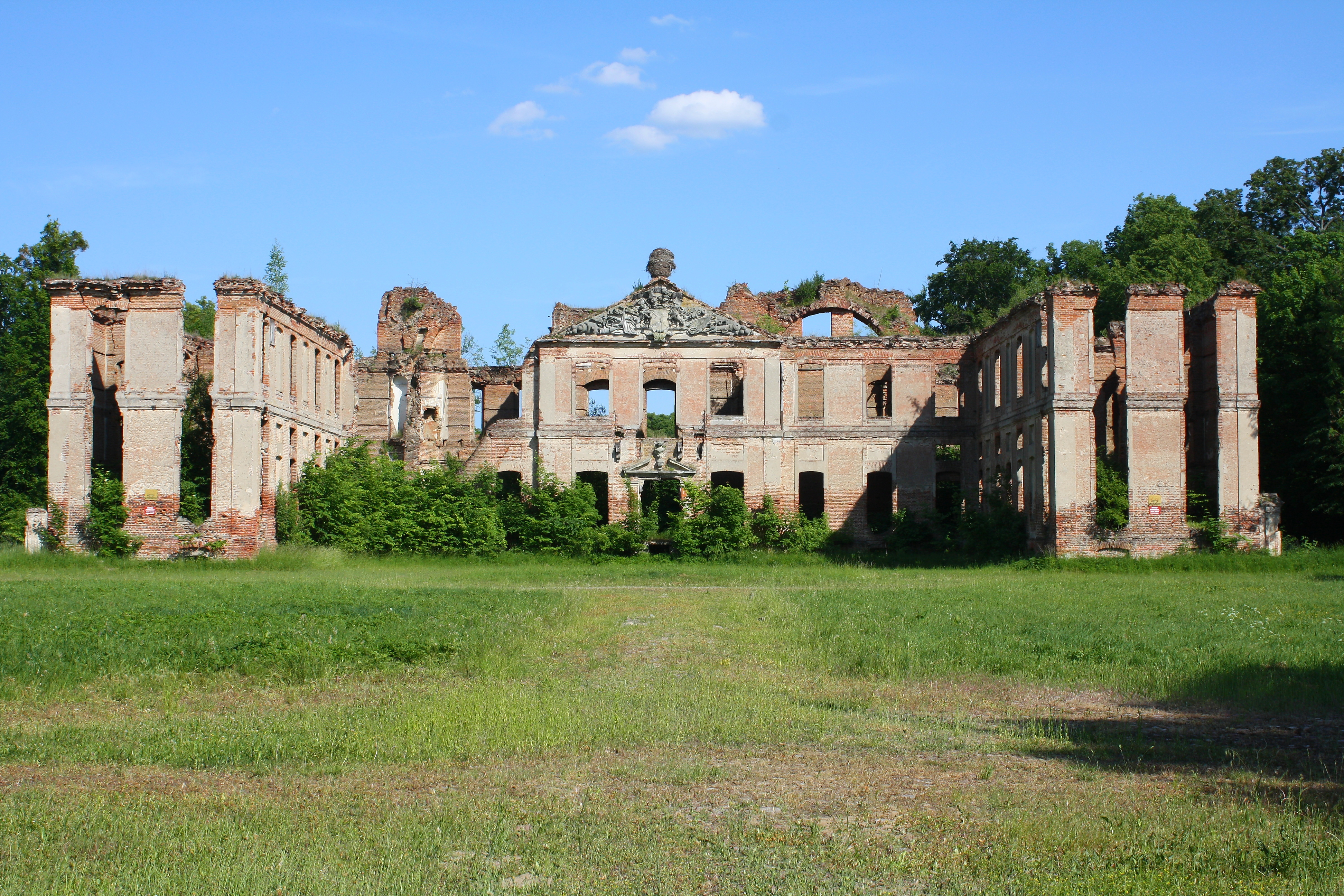
ویرانه‌های کاخ فینکنشتاین در ۲۰۱۱

کاخ فینکنشتاین (به آلمانی: Schloss Finckenstein) کاخی با شیوه معماری باروک بود که در میان سالهای ۱۷۱۶ تا ۱۷۲۰ در پروس باختری پیشین، در جنوب البلنگ در لهستان امروزی ساخته شده بود. این کاخ توسط فیلد مارشال، مارکی و کنت پروسی آلبرشت کنارد راینهلد فینک فن فینکنشتاین ساخته شد و تا سال ۱۷۸۲ در دست خانواده فینک فن فینکنشتاین باقی ماند. این کاخ در یورش ارتش سرخ شوروی به شرق آلمان ویران شد.
این کاخ از زمانی پرآوازه شد که در سال ۱۸۰۷ ناپلئون بناپارت آن را به عنوان اقامتگاه خود از ماه آوریل تا ژوئن برگزید. عهدنامه فینکنشتاین میان فرانسه و ایران در همین کاخ به امضا رسید.